# D.L. Braine
Daniel Lawrence Braine (New York, 18 mei 1829 – aldaar, 30 januari 1898) was een admiraal in de United States Navy in de 19de eeuw.

## Biografie
Hij werd in 1846 aangesteld als adelborst. Tijdens de Mexicaans-Amerikaanse Oorlog diende hij op de USS Mississippi en de USS John Adams. Tijdens de Amerikaanse Burgeroorlog had hij het bevel over de USS Monticello. Hiermee nam hij deel aan de Slag bij Sewell's Point, de eerste zeeslag van de oorlog. Hij nam ook deel aan de Slag bij Hatteras Inlet Batteries en nam het op tegen de vijand bij Kimmekerk Woods bij Kaap Hatteras.
Tussen 1873 en 1875 was de USS Juniata zijn schip. Hiermee zocht hij de bemanning die in de Polarisexpeditie bij Groenland vermist waren. Schout-bij-nacht Braine ging met pensioen in mei 1891. Hij overleed in januari 1898 in Brooklyn op 68-jarige leeftijd.

## Schepen naar hem vernoemd
De torpedobootjager USS Braine (DD-630) (1943-1971) werd naar hem vernoemd.